# Премия Эрнста Хоферихтера
Премия Эрнста Хоферихтера (нем. Ernst-Hoferichter-Preis) — награда для мюнхенских авторов (в том числе в области кабаре, сценария, журналистики), которые сочетают в своих работах «оригинальность с непредубежденностью и юмором», например, Эрнст Хоферихтер (нем.).

## Учреждение премии
С 1975 года по завещанию вдовы писателя Франци Хоферихтера Фонд Эрнста Хоферихтера ежегодно присуждает две премии (с 2015 по 2018 год — только одна премия) по 5000 евро каждая (с 2020 года).

## Консультативный совет фонда
Консультативный совет фонда, в который входят советник по культуре Мюнхена и директор мюнхенской городской библиотеки, четыре литературных друга Хоферихтера или их назначенные преемники, выбирают победителей. В настоящее время это Вольфганг Гёрль, Бригитта Рамбек, Михаэль Скаса и Кристиан Удэ.

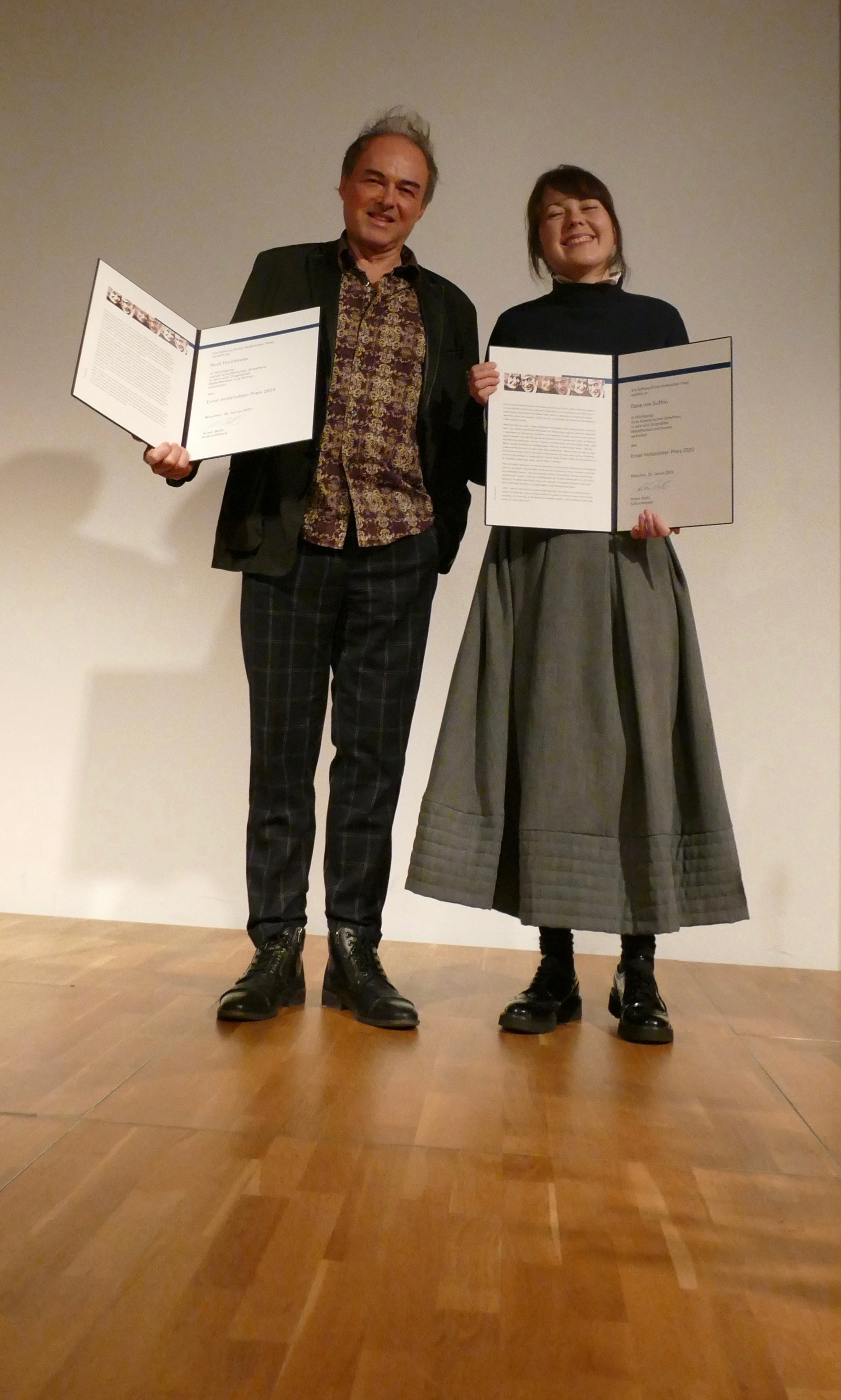
Лауреаты премии 2020-го года Руди Хурцмайер и Дана фон Суффин

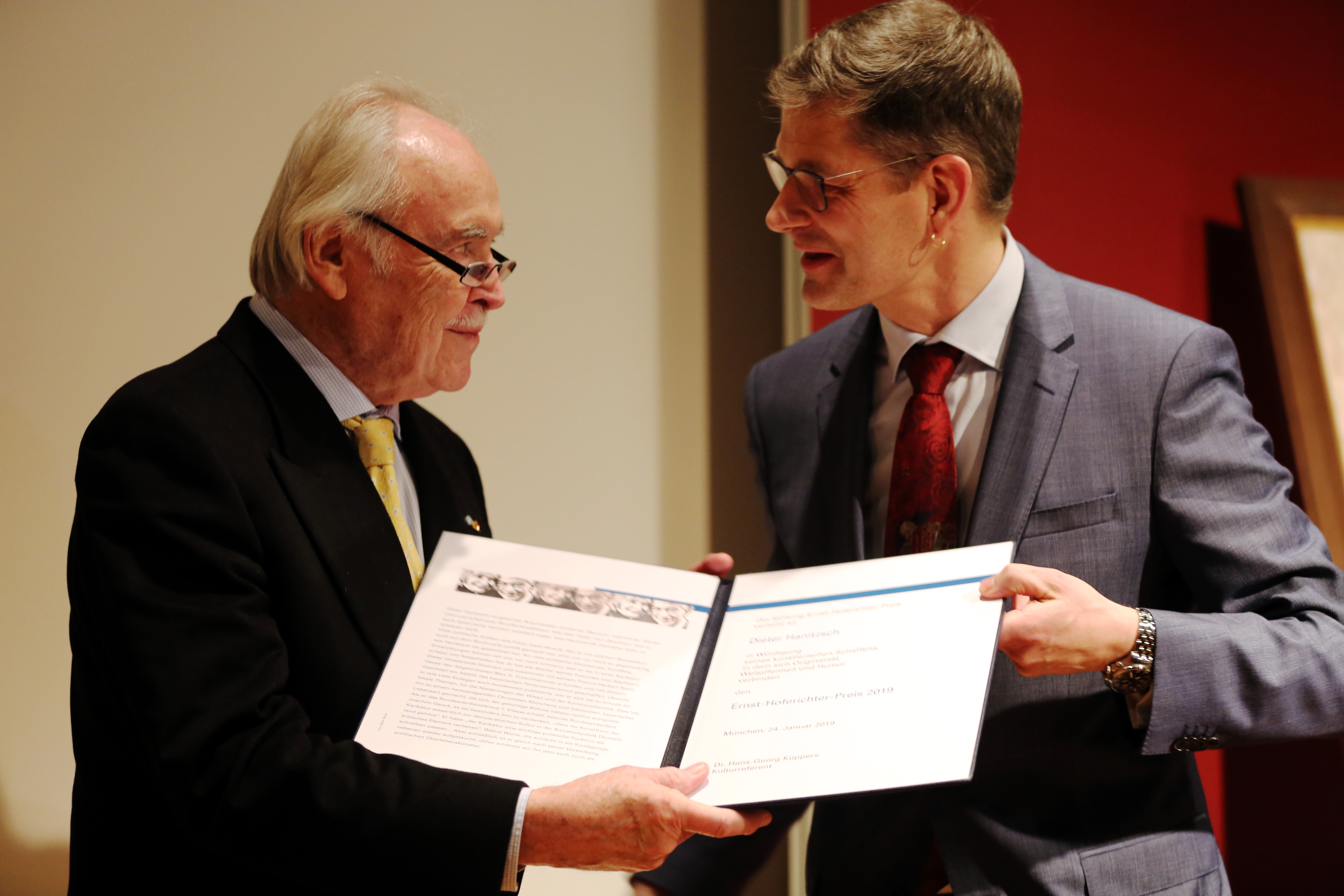
Премия Эрнста Хоферихтера 2019 года, присужденная Дитеру Ханицшу (слева) Арне Аккерманом, директором Мюнхенской городской библиотеки

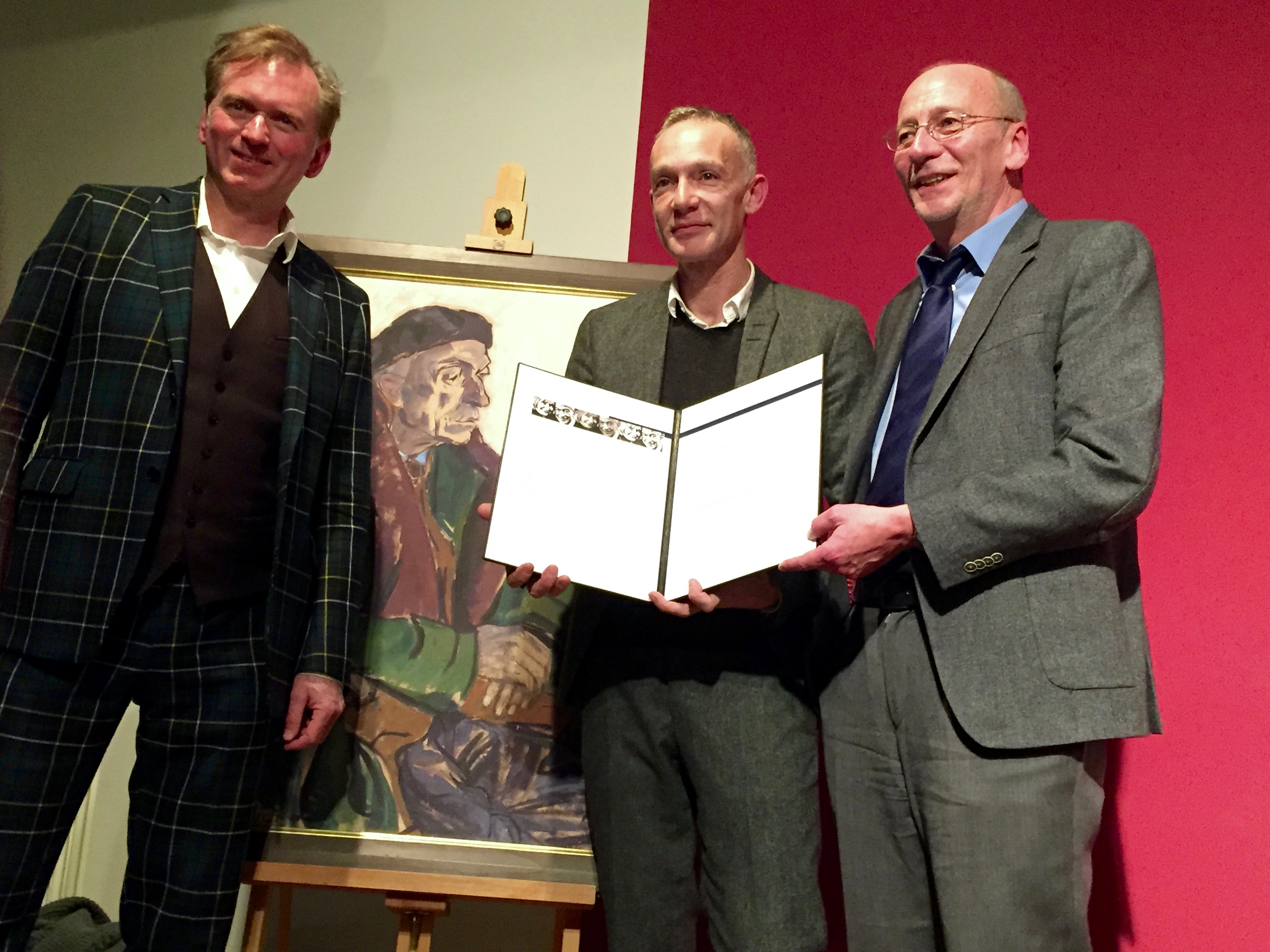
Премия Эрнста Хоферихтера 2015 года присуждена Кристофу Зюссу (в центре) с Кристианом Шпрингером (слева) и Хансом-Георгом Кюпперсом (справа)

## Призёры
1. 1975: Карл Амери , Изабелла Надольны
2. 1976: Ойген Рот , Карл Шпенглер , Карл Удэ
3. 1977: Рольф Флюгель , Антон Зайлер , Мартин Шперр
4. 1978: Хельмут фон Куб , Эффи Хорн , Вильгельм Лукас Кристл
5. 1979: Франциска Билек , Дитер Хильдебрандт , Константин Веккер
6. 1980: Питер де Мендельсон , Герхард Польт , Герберт Риль-Хейзе
7. 1981: Сара Кэмп , Армин Эйххольц , Ханнес Кениг
8. 1982: Йорг Хубе , Август Кюн , Курт Зеебергер
9. 1983: Сиги Соммер , Карл Борро Шверла , Эрнст Вендт
10. 1984: Филип Арп , Оливер Хассенкамп , Эллис Каут , Марианна Сэгебрехт
11. 1985: Франц Ксавер Кретц , Бирмёсл Блосн , Сиги Зиммигарт
12. 1986: Ханнес Бургер , Рэйчел Саламандер , Герберт Шнайдер , Клаус Петер Шрайнер
13. 1987: Карл Хош , Ханс Кристиан Мюллер , Джордж Табори
14. 1988: Вольфганг Эберт , Алексей Загерер , Майкл Скаса
15. 1989: Эрнст Гюнтер Бляйш , Карл Хайнц Крамберг
16. 1990: Барбара Броннен , Бруно Йонас
17. 1991: Эрнестина Кох , Герберт Розендорфер
18. 1992: Энн Роуз Кац , Йозеф фон Вестфален
19. 1993: Лотар-Гюнтер Буххайм , Аста Шейб , Гельмут Зейтц
20. 1994: Габи Лодермайер , Вилли Пурукер
21. 1995: Дорис Дёрри , Стен Надольни
22. 1996: Кето фон Ваберер , Франц Гейгер
23. 1997: Аксель Хаке , TamS
24. 1998: Ренате Жюст , Георг Рингсгвандль
25. 1999: Герберт Ахтернбуш , Мария Пешек
26. 2000: Хелла Шлюмберже , Альберт Остермайер
27. 2001: Франц Ксавер Богнер , Эрнст Мария Ланг
28. 2002: Фабьен Паклеппа , Георг Майер
29. 2003: Тилман Шпенглер , Ханс Мейлхамер и Клаудия Шленгер
30. 2004: Веллкюрен (Вероника Лилла, Берджи Велл, Моника Велл-Хёсл)
31. 2005: Анатоль Ренье и Вальтер Заунер
32. 2006: Дагмар Ник и Зе до Рок
33. 2007: Моника Грубер и Альберт Зигл
34. 2008: Эрнст Огюстен и Кристин Грен
35. 2009: Маттиас Политицкий и Лена Горелик
36. 2010: Франк-Маркус Барвассер и Герман Унтерстёгер
37. 2011: Керстин Шпехт и Ян Вейлер
38. 2012: Ханс Плещинский и Йорг Маурер
39. 2013: Герд Хольцхаймер и Луиза Киншехер
40. 2014: Сара Хакенберг и Маркус Х. Розенмюллер
41. 2015: Кристоф Зюсс
42. 2016: Али Митгуч
43. 2017: Томас Грасбергер[3]
44. 2018: Карл-Хайнц Хуммель
45. 2019: Дитер Ханич и Кристин Вуннике (отказались принять)[4][5][6]
46. 2020: Дана фон Суффрин и Руди Хюрцльмайер